# 이윤수 (배우)
이윤수(1992년 ~ )는 대한민국의 배우이다.

## 출연 작품

### 드라마
- 2012년 JTBC 드라마 《아내의 자격》
- 2016년 JTBC 드라마 《마담 앙트완》
- 2018년 MBN 드라마 《리치맨》
- 2019년 채널A 드라마 《평일 오후 세시의 연인》 - 한상은 역
- 2023년 JTBC 드라마 《신성한, 이혼》 - 조민정 역

### 영화
- 2011년 《오늘 뭐해》
- 2019년《폐교》 - 미옥 역
- 2019년《첫잔처럼》 - 김희지 역

### 연극
- 2013년 《그와 그녀의 목요일》
- 2015년 《수상한 흥신소》
- 2016년 《쉬어매드니스》
- 2017년 《장수상회》
- 2018년 《밥을 먹다》
- 2018년 《배신》
- 2019년 《인싸이드》